# Johann Christian Friedrich Haeffner

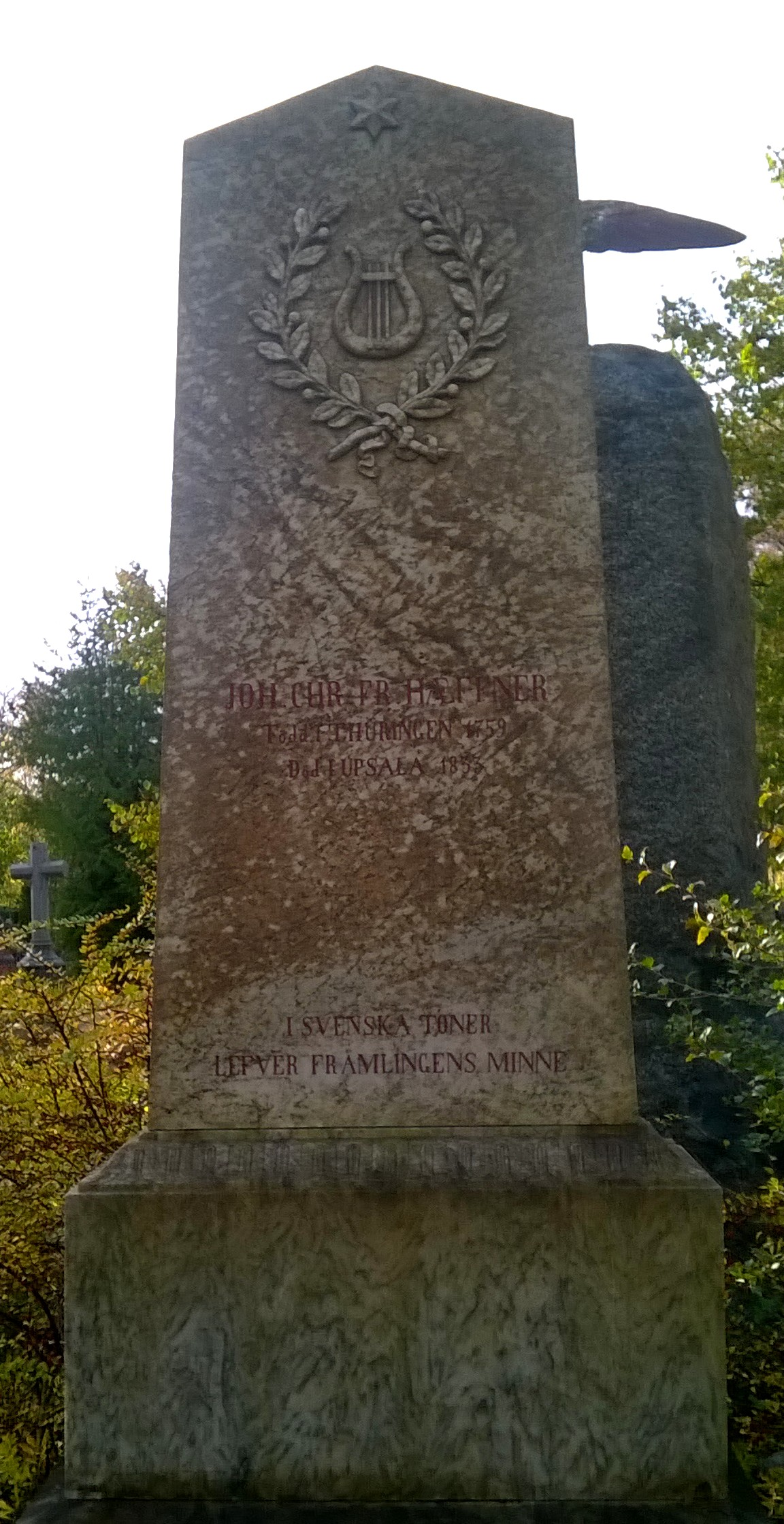
Gravstenen på Uppsala gamla kyrkogård.

Johann Christian Friedrich Haeffner, ofta förkortad J.C.F. Haeffner även stavat Hæffner, född 2 mars 1759 i byn Oberschönau i Hessen-Kassel, död 28 maj 1833 i Uppsala, var en tyskfödd tonsättare och musiker verksam i Sverige, bland annat ansvarig för Haeffners koralbok. Haeffner var hovkapellmästare, domkyrkoorganist och director musices vid Uppsala universitet. Haeffner är begraven på Uppsala gamla kyrkogård.

## Biografi
Haeffners far var skolläraren Johann Heinrich Häffner (död 1780) och hans mor var Anna Reckenagel.
Haeffner visade tidigt musikalisk talang. Bland hans största nöjen som barn var att följa med på fågeljakt i de vidsträckta skogarna (Oberschönau ligger i nuvarande Landkreis Schmalkalden-Meiningen i västra delen av Thüringer Wald), då pojken brukade stanna kvar hos kolarna i deras hyddor och lyssna till de sagor och sånger, "snapperlieder", som de ofta sjöng. Detta har senare betydelse för Haeffners stora engagemang för folkvisor (se nedan).
När familjen senare flyttade till Schmalkalden gick han i lära hos organisten och kompositören Johann Gottfried Vierling (1750–1813). Han blev duktig i orgelspelning och redan vid 9 års ålder spelade han på gudstjänsterna i kyrkan. På 1770-talets senare hälft var han dirigent för några olika teatersällskap i Frankfurt am Main, Hamburg och Berlin.
I juni 1781 flyttade Haeffner till Stockholm och tillträdde den organisttjänst han blivit erbjuden av pastor Lüdecke i Tyska kyrkan S:t Gertrud. Samma år engagerades han vid Kongl. Svenska Operan och blev 1783 sångmästare och altviolinist. Under åren 1781–1783 var Haeffner även kapellmästare vid Carl Stenborgs teatrar (Stenborgs Teater).
År 1786 anställdes Haeffner som biträdande hovkapellmästare vid Kungliga Hovkapellet och 1787 dirigerade han uruppförandet av sin opera Electra  på Drottningholms slottsteater. Bland rollerna fanns där sopranen Ismene som spelades av Elisabeth Forsselius och som Haeffner gifte sig med samma år. Den uppfördes därefter flera gånger i operahuset. Operan har senare åter uppförts 1991 på Drottningholmsteatern. Haeffner invaldes 1788 som ledamot nr 103 av Kungliga Musikaliska Akademien.
År 1792 avled hovkapellmästaren Joseph Martin Kraus, och året efter utsågs Haeffner till ställföreträdande hovkapellmästare. Den 1 november uruppförde han sin opera Alcides' inträde i världen. 1799 utnämndes han slutligen formellt till förste hovkapellmästare, en tjänst som han i praktiken utövat fullt ut sedan 1794. Samma år dirigerade han uruppförandet av Joseph Martin Kraus 5-timmarsopera "Dido och Aeneas" i av Haeffner bearbetad och förkortad form. År 1801 dirigerade han uruppförandet av sin egen opera Renaud och samma år även sverigepremiären av Haydns Skapelsen. Haeffner ledde även första svenska föreställningarna av Mozarts Requiem och Händels Messias, båda gavs 1805.
Operan stängdes år 1806 av kung Gustav IV Adolf och hovkapellmästare Haeffner erhöll en pension på 400 riksdaler. År 1807 skilde han sig från Elisabeth Forsselius och 1808 fick Haeffner tjänsten som director musices vid Uppsala universitet. Samma år fick Haeffner tjänsten som domkyrkoorganist i Uppsala domkyrka, en tjänst han upprätthöll till sin död 1833.

## Studentsångens fader
Vid Uppsala universitet var han aktiv i tidens nationalromantiska strömningar, bland annat med medlemmarna i Götiska Förbundet, Erik Gustaf Geijer och  P.D.A. Atterbom, och skrev, tonsatte och arrangerade ett stort antal stycken för manskvartett, dåtidens benämning på musik för fyrstämmig manskör. Haeffner var mycket omtyckt av studenterna, som kärleksfullt kallade honom "gubben Haeffner". Han grundade här det som blev den ännu levande studentsångartraditionen (fyrstämmig manskör), något som snabbt spred sig till övriga universitet i Norden, och senare till de flesta manskörer utanför universiteten. Man brukar sätta startpunkten till uruppförandet av sången Under Svea banér (text: Samuel Ödmann, musik: Haeffner) den 24 oktober 1808 för att hylla krigshjälten Vilhelm Mauritz Klingspor vid Uppsala slott.
Bernhard von Beskow skriver i sina Lefnadsminnen (1870): 
"Långt ifrån att visa något förnämt förakt för de små tillgångarna eller låta sig nedslå af några hinder, började han organisera orkester och kör på det sätt, att han gick ur hus och i hus och uppsökte alla som hade någon skymt af talang eller anlag därtill, bjöd dem hem till sig, lofvade dem kostnadsfri undervisning och uppmuntrade dem med loford, som, ehuru oftast öfverdrifna, hade den verkan, att arbetena gingo med en förvånande fart. Han lyckades äfven besjäla sina sångare med sin egen hänförelse för musiken, och alltsedan Haeffners tid har den fyrstämmiga manskören utan allt ackompanjemang fortlefvat i Uppsala med friskt lif och hvar den låtit höra sig väckt anklang med sin kraftiga, fosterländska ton."
Motsvarande personlighet vid Lunds universitet var Otto Lindblad, som vidareutvecklade studentsången i Lunds Studentsångförening, grundad 1831. Bland Haeffners musik- och sångelever märks kompositören Adolf Fredrik Lindblad, författarna Erik Gustaf Geijer och Bernhard von Beskow, kompositören och Kungliga Musikaliska Akademiens sekreterare, Thomas Byström, samt efterträdaren, Johan Erik Nordblom.

## Koralböcker

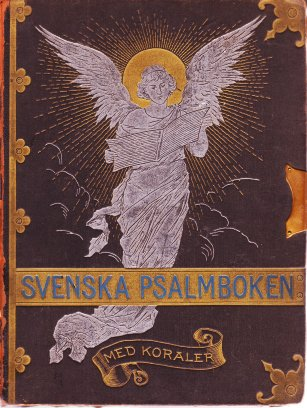
Främre pärm till Praktpsalmbok 1819 med Haeffners koraler (utgåva 1899 Fröléen & Comp).

År 1800 skrev Haeffner ett förslag till ny koralbok som 1808 utgavs i reviderad upplaga, fastställd av ärkebiskopen för allmän användning i Uppsala stift. I mitten av 1810-talet skapades en ny psalmbok, huvudsakligen av Johan Olof Wallin, och 1818 fick Haeffner uppdraget att skapa koralboken (musiken) till denna. Året därpå stadfästs den nya psalmboken och 1820–21 utges Haeffners koralbok. Koralboken införde nya sångideal i svenska kyrkan, som orsakade en viss konflikt med de folkliga koralerna. Haeffner utgav dessutom 1821 ett häfte med preludier och några marscher. Denna psalmbok är svenska kyrkans officiella psalmbok till den ersätts 119 år senare, 1937. Haeffner tillträdde tjänsten som domkyrkoorganist i Uppsala år 1820.

## Folkvisor
Genom sin bekantskap med Erik Gustaf Geijer fick Haeffner uppdraget att redigera musiken till Geijer-Afzelius välkända Svenska folkvisor utgiven i tre volymer under åren 1814–1818. I den komplicerade uppgiften att fastställa enkla uppteckningar av folkvisor insamlade bland allmogen i hela Sverige var hans strävan största enkelhet och att undvika "onödiga utsmyckningar". Under arbetet trodde han sig ha funnit att folkmelodierna byggde på en speciellt nordisk skala, tankar som han publicerade i tidskriften Svea år 1818. Haeffner arrangerade också ett antal av dessa folkvisor för manskör/manskvartett, Svenska folk-visor satte för fyra mans-röster (1832).

## Kompositioner
- Tonsatt Anna Maria Lenngrens dikt Anders och köks-Kajsa

- Oratorium Försonaren på Golgata 1809, omarbetad 1829, text Samuel Ödmann.
- Oratorium "Försonaren på Oljoberget, musiken anses vara av Pehr Frigel.
- Musik vid sorgefesten efter drottning Sofia Albertina.

- Psalm O, du mitt hjärtas trängtan, 1808.
- Bevare Gud vår kung, i 60 år Sveriges folksång med text av Abraham Niclas Edelcrantz.
- "Studentsång" Under Svea banér 1808, bearbetad soldatkör ur operan Renaud.
- "Studentsång" Samlens bröder, kring frihetens fana 1813, skriven till studentbeväringen.
- "Studentsång" Segersång 1813, skriven till segern vid Leipzig.
- "Studentsång" Bröder, vi vishetens lärjungar heta
- "Studentsång" Välan dina söner, o Svithiod, gå
- "Studentsång" Viken tidens flyktiga minnen (Karl XII:s marsch vid Narva), text Erik Gustaf Geijer,1818, till 100-årsminnet av Karl XII:s död.
- "Studentsång" Vikingasäten 1814, text P.D.A. Atterbom, skriven till freden i Kiel.
- "Studentsång" Låt Dina portar upp, text av biskopen Christian Eric Fahlcrantz, komponerad till minnesfesten för kung Gustav II Adolf den 6 nov 1832 (200 år sedan kungens död).
- "Studentsång" Serenad mer känd som Hulda Rosa, "Fjäriln frågar", efter första raden, 1797, text: P.D.A. Atterbom. Publicerad i den av Olof Åhlström utgivna Musikaliskt Tidsfördrif.
- Sång Lydia och Arist (utgiven anonymt men tillskriven Haeffner)
- Majsång, komposition till Esaias Tegnérs text Se över dal och klyfta.
- Med glättigt mod vi fira alla, för söndagsskolebarn. Finns på Wikisource.

### Sceniska verk
- Den svartsjuke − sin egen rival, operakomedi, 1784.
- Drottning Christina, 1785 av D. F. Müller. Delar av operan är eventuellt komponerade av Hæffner.
- Electra (opera) 1787, komponerad till drottning Sofia Magdalenas namnsdag 22 juli. Libretto av Adolf Fredrik Ristell efter Nicolas Francois Guillard. Även uppförd på Drottningholms slottsteater 1991 och 1993 utgiven på musik-CD.
- Äventyraren eller resan till månans ö (Lannerstierna), sångspel 1791. Två arior är komponerade av Hæffner.
- Alcides' inträde i världen (opera), text av Abraham Niclas Clewberg Edelcrantz, uruppförd 1 november 1793 på Kongliga Mindre Theatern. Operan är i en akt.
- Divertissement/sångspel för solo och kör, 1795.
- Epilog till Kreutzers Lodoiska (Lindegren), 1795.
- Kupletter i anledning av Kungliga majestäts återkomst från Ryssland.
- "Prinsessa, Nordens högsta prydnad", aria med kör ur Prologen vid Kronprinsessan Fredrikas ankomst till Drottningholm, 1797.
- Renaud (opera), byggd på Torquato Tassos Det befriade Jerusalem (1581), text av Jean-Joseph Lebœuf da Simon-Joseph Pellegrin, översatt av Nils Birger Sparrschöld, uruppförd 29 januari 1801 på Gustavianska operahuset.

### Orkesterverk
- Ouvertyr i D-dur, 1795.
- Ouvertyr i Ess-dur, nummer 125, för stråkorkester, blåsorkester och slagverk.
- Ouvertyr i Ess-dur, nummer 129, för stråkorkester, blåsorkester och slagverk, 16 februari 1822.
- Ouvertyr för blåsare och stråkar.
- Musik till baletter av Dupuy, 1795.
- Balletmusik för Hedvig Elisabeth Casagli, 1799-1805. Möjligen ingående i operan Renaud 1801.
- Sinfonia 
  - 1. Allegro con brio
  - 2. Scherzando. Kontradans av konungen, arrangerad av Hæffner. Från Gustav III:s tid.
- Symfonier.
- Gustaf III:s sorgmarsch 1792. Eventuellt skriven av Olof Åhlström.
- Från Figaros bröllop av Wolfgang Amadeus Mozart arrangerat för blåsare.
- Svit för blåsare.
- Allegretto för blåsare, före 1800.
- Preludium och fuga nummer 1 och fuga nummer 5 ur Das wohltemperierte Klavier av Johann Sebastian Bach arrangerad för orkester.
- Variationer över folksången "Bevara Gud vår Kung" (God save the King).
- Ett stort antal marscher. Ett flertal från när han var i Stockholm. Tre stycken är arrangerade för blåsaroktett.
- Bolero.
- 2 Polonäser för orkester.
- Pas de deux, balettmusik.
- "Pas seul de Mr Beautin", koda till Beautins solo i 3:e akten. Balettmusik.
- Partie förenbart blåsare (Allegro-Menuett-Allegro).
- Turkisk marsch för blåsare, diverse slagverk och triangel.
- Koraler. De flesta av koralerna är arrangerade för blåsinstrument och pukor.

### Klaververk
- Reine av Hæffner, 1785.
- Carl XII:s marsch vid Narva.
- Marsch vid magisterpromotionen 1815.
- Burlesk.
- Andantino med 19 variationer över Gubben Noach, tryckt 1803.
- Musiken

#### Arrangemang
- Chaconne ur Renaud av Haeffner, 1801.
- Ouvertyr till Azémia av Nicolas Dalayrac.
- Ouvertyr till Dido och Æneas av Joseph Martin Kraus, 1796. Fyrhändigt klaver.
- "Ädla skuggor" ur Gustaf Wasa av Johann Gottlieb Naumann, 1786.
- Iphigenie en Tauride av Gluck. Tillägnad kungen.
- Omarbetning av traditioner av svenska folkdanser.

### Orgelverk
- Stort Preludium till Psalmen Hela werlden fröjdes Herran för Nybegynnare, 1818. Tryckt i Preludier 1822.
- Preludier till Melodierna [nr 1-138] uti Svenska Choralboken samt ett tillägg med Marscher (vid Prestvigning, Högtidliga processioner, Begrafningar, Stort preludium samt Utgångsstycke), 1822. Det sista finns utgivet av Anders Ruuth på Noteria 1973.

### Koralböcker och mässmusik
- 3 provpsalmer.
- Svenska mässan 1799. Körarrangemang av församlingens partier.
- Koralbok 1800.
- Koralbok 1807–1808.
- Tysk universalkoralbok, 1812–1818, ej avslutad.
- Svenska mässan, 1817.
- Haeffners koralbok, utgiven 1819 men tryckt 1820.
- Svensk koralbok, andra delen, utgiven 1/12 1819 men tryckt 1821. Långt förord, register över alla melodier, sättningar för blåsinstrument och pukor.
- Luthers litania, arrangerad för två manskörer och orgel.
- Koralbok, baserad på det tyska samhällets sångbok i Stockholm, 1828.

### Solosånger
- Sång till firande av Hoglands hjelte "Sjungom Carl vars dygder", 1788.
- Hovmästaren "En gammal hovmästare är en juvel".
- Allegro för hovsekreteraren Karsten "Hvad/ Hur sällt det folk som under fridens skygd".
- Solfège, uppsjungningsövningar för Annerstedt.
- "O du som vårens tekning lär"..
- "Lugn och oskuld hos oss bor", för kör och orkester.
- Romans nummer 7, Frederica "För älskarinnan hvilken pläga att fästas vid en hatad hand".
- "Catrina i sin fållbänk låg" (Lenngren), 1793.
- "Redan hann sin purpurslöja" (Lenngren), 1793
- "Skål för den jord, som först drufvorna födde!" (Franzén), 1794.
- "Selma i sin vagga låg" (Franzén), 1794.
- "Milde Konung! Hör vår röst" (Lenngren), 1796.
- Visheten "Ack hur svårt är ej att hinna" (Franzén), 1798.
- Lydia och Arist. Lyrisk monolog (Valerius).
- Tenorsolo till orkester eller piano. 
  - "Sällhet, jag söker dig"
  - "Så skön var denna ömma ljufva Flicka"
  - "Af henne och af dygden ledd"
  - "Midnatten nedgick stum"
  - "Och fåglen teg", "Tunga skyar"
  - "Fåfängt" I segren!"
  - "Lydia är ej mer".
- "Nej bättre jag min lycka vet".
- "En beklaglig levnad den syndarn för" (Debroen), senast 1804. Solosång för tenor.
- "Du som den trogna jorden" (Crælius), senast 1806. Solosång för tenor.
- "Låt oss till vårt hjerta sluta", senast 1808. Duett för Inga Elisabeth Åberg och Andreas Widerberg.
- "Thormoder kolbruna skald" (Atterbom), 1812.
- Necken "Djupt i hafvet" (Afzelius), 1812. Arrangemang.
- "Samloms! Bröder" (Atterbom), 1813.
- Arrangemang av musiken till Svenska folk-visor från forntiden, 1814-1818.
- "Hulda Rosa", serenad (Atterbom), 1815.
- Majsång "Se öfver dal och klyfta" (Tegnér), senast 1813.
- Manhem "Det var en tid det bodde uti Norden" (Geijer), 1811.
- Herthas barn ("Fordom grönlockade Hertha"), Uppsala senast 1818. För sopran, tenor med instrument och/eller klaverackompanjemang.
- "Was gehst du schöne Nachbarin" (Goethe), 1818.
- Föregående sång för claver (utan text, men känd i Finland som Bröder nu vakna förhoppningens dagar i arrangemang för manskör), 1818.
- Svenska sånger, Leipzig 1818. Häfte 1. Tillägnad de studerande i Uppsala.
  - Lejonriddarne "Vikingasäten, åldriga lundar" (Atterbom).
  - Majsång "Se öfver dal och klyfta" (Tegnér), senast 1813.
  - Marche för studerande i Uppsala "Under Svea banér" (okänd textförfattare), musiken ur operan Renaud 1801.
  - Die schöne Nacht "Nun verlasse ich diese Hütte" (Goethe)
  - Die Spinnerin "Als ich still und ruhig spann" (Goethe)
  - Manhem "Det var en tid" (Geijer), 1817
  - Sångens ö, "Saht Ihr den Stern" "Såg du det bloss" (Atterbom, som möjligen även gjort tyska översättningen)
- 12 sånger för en röst och piano, Uppsala 1819.
  - Marche för studerande i Uppsala "Under Svea banér" (okänd textförfattare), musiken ur operan Renaud 1801.
  - Majsång "Se öfver dal och klyfta" (Tegnér), senast 1813.
  - Manhem "Det var en tid" (Geijer), 1817.
  - Rosen
  - Thormoder Kolbruna Skald
  - Harpan till Laura "Fly till mig"
  - Vallmon
  - Skridsko-farten
  - Utur Romanen Vådelden "Ej Nordens is"
  - Flyttfoglarne
  - Herthas Barn
  - Bergvandrarn
- Grafven "Så mörk och kall"/"Das Grab ist tief" (Salis-Grafström), 1820. Komponerad till minne av Bernhard Beskow.
- Sång till Oscar och Josephina, 1823 eller 1825.

### Körverk

#### Blandad kör a cappella
- "Bevara, Gud! Vår Kung!", Edelcrantz. Melodin är hämtad från God save the King 1805.
- "Du lägger glädjens Engel!", Grafström, tryckt 1819.

#### Manskör a cappella
- Under Svea banér - Marche för de studerande i Upsala 1809. Text Samuel Ödmann. Musik ur operan Renaud.
- "Vi som ett folk av ädle Bröder". För orkester, solist och manskör.
- "Samloms! Bröder", 1813.
- "Se öfver dal och klyfta", Esaias Tegnér, 1813.
- Lejonriddarne "Vikingasäten, åldriga lundar", (Per Daniel Amadeus Atterbom), 1814. Sjungs av Allmänna sången i Uppsala varje år.
- Musiken ur operan Renaud 1801. För fyrstämmig manskör och senare arrangerad för dubbelkör.
  - "Flydd från glödande jord"
  - "Främst må du lära" (Fahlcrantz).
- Bearbetning av Carl XII:s marsch vid Narva ("Viken tidens flyktiga minnen", Erik Gustaf Geijer), 1818.
- "Hulda Rosa", serenad (Per Daniel Amadeus Atterbom), från 1820-talet.
- "Kommer du åter med gudaprakt", 1819.
- "Så visst som än den gamla Bälten", 1819.
- "Unga Lejon! Gack Din bana" (Per Daniel Amadeus Atterbom), 1819.
- "Heliga kärlek till fäderneslandet", 1821.
- Luthers litania, arrangemang för två manskörer, präst och orgel.
- Sång vid kronprinsens avresa från Uppsala 1822 Tillskrivs B G Ekeberg och även Hæffner.
- Svenska folkvisor satte för fyra mansröster, tryckt år 1832.
  - "Och jungfrun hon skulle sig till ottesången gå"
  - "Hillebrand tjänte i konungens gård"
  - "Och liten Karin tjänte"
  - "Och det var riddar Tynne (dubbelkör)
  - "Det bodde en bonde vid sjöastrand"
  - "Det sutto två kämpar i Nordanfjäll"
  - "Och jungfru hon gick till sjöastrand"
  - "Om lycka och ära vi hörde en sång" (biskop Eric Fahlcrantz). Melodi: "Om sommaren sköna"
- "Låt dina portar upp", Text biskop Eric Fahlcrantz, 1833.

### Kyrkliga verk
- Davids Psalm 20 "Bönhöre Tig then Evige!" (text av Johan Adam Tingstadius översättning av Psaltaren från 1791). För kör (SATB, tre sopraner och altar samt två tenorer och basar) och instrument (instrumenten är dubbelbesatta).
- Davids Psalm 21 "Öfver Tin magt, o Evige, frögder sig Konungen" (text av Johan Adam Tingstadius översättning av Psaltaren från 1791). För fyra röster.
- Psalm 51 "Utaf godhet och nåd, eviga källa". Bearbetning av Benedetto Marcello psaltaretonsättning för kör, blåsare och stråkorkester, 20 oktober 1807.
- Oratoriet "Försonaren på Golgata" (Ödmann). För solister, kör och stråkar. Uppfördes 19 mars 1809 på Gustavianska auditoriet i Uppsala. Reviderades 1829 för större besättning. Är det första svenska oratoriet med instrument.
  - "Skåda, frälsta verld!, den nåd som beredde ljusets dagar!
  - "Djupt till stoftet sänke sig min blick!"
  - "Himlarne sjunga, o Fader, din ära, vishet och nåd"
  - "Skymd för den verld Han går att försona"
  - "Han går att uppoffra sitt lif för bröder, brottsliga"
  - "Ej solen mera sprider det ljus af Gud hon fick"
  - "Skyarna hotande välfva", "Frälsta verld! vid dessa under öpnar nåden dig sin famn"
  - "Och denna välgörande hand - vid korset fästad!"
  - "Din ondska, fallna slägte!, sin udd mot Jesum hvässt"
  - "Lär mig rätt din kärlek vörda", "Det är fullkomnadt!"
  - "Nådens dom till frid besluten jordens folk förkunnas här"
  - "Himmel och jord sina sånger förena" samt slutfuga (två olika versioner)
  - "Amen! Halleluja! (fuga, finns i två versioner)

## Övrigt
Vid sidan av sin musikaliska gärning var Haeffner även en kunnig silhuettklippare. Många av hans silhuetter finns i Kungliga Musikaliska Akademiens arkiv. Han har klippt en silhuett av C.M. Bellman som lär vara den äldsta avbildningen av Bellman. 
Haeffner var även en flitig och kunnig insektssamlare. Hans stora samling inköptes efter hans död av kungen som senare donerade samlingen till Uppsala universitet där den ännu finns att beskåda.

## Familj
Haeffner var son till skolläraren Johann Heinrich Haeffner och Anna Reckenagel. Han gifte sig 7 oktober 1787 med operasångerskan Gertrud Elisabeth Forsselius (23 januari 1771 - 1850) och fick med henne sju barn: 
- Fredrika Wilhelmina (1792-04-26–1862), 1816-04-18 gift med Carl Samuel Fredrik von Zeipel (1793-03-22)
- Johan Heinrich Haeffner (1794-06-14–-)
- Henrietta Haeffner (1795-11-30–-)
- Gustafa Haeffner (1798-01-04–-1878-12-24 i Karlstad). Gift 1823 med docenten i hebreiska Clas Olof Ramström (1791-04-18 i Stjärnsund–-1852-07-29).
- Georg Wilhelm Haeffner (1799-06-26–-)
- Johan Christian Fredrik (1803-12-18-–1868-02-10), Bataljonsläkare, Stadsläkare i Södertälje.
- Anna Margaretha (1805-01-05–-1873-09-16)

Alla dessa barn är döpta i Tyska S:t Gertrud församling i Stockholm.
Efter skilsmässa 1807 gifte Haeffner om sig 1807-12-20 med Anna Magdalena Schylander (1778-08-24–-1848-11-20). Paret fick sju barn:
- Gustaf Adolph (1808-06-16–-1863-04-07), domkyrkoorganist och kantor i Uppsala domkyrka (efterträder fadern)
- Conrad (1810-11-12—1825-10-22), avled i Uppsala.
- Robert Leonhard (1812-10-26-–1868), tecknare, litograf, underlöjtnant vid Gotlands beväring, farfar till Robert Haeffner.
- Carl Elis (1815-04-23–-1868-12-14), apotekare, bland annat i Årjäng 1864, Värmland.
- Henrietta Maria (1818-01-29-–)
- Johanna Magdalena (1820-05-27-–1904-02-05 i Gamla Uppsala), gift 1847 med professor Sigurd Ribbing (1816-10-22–-1899-02-21) i Uppsala
- Herman (1822-11-06-–1875-04-15), apotekare, tobaksfabrikör.

Gustaf Adolph döptes i Jakob och Johannes församling i Stockholm, samtliga övriga i Uppsala domkyrkoförsamling.

### Andra gustavianska operakompositörer
- Joseph Martin Kraus
- Johann Gottlieb Naumann
- Francesco Antonio Uttini
- Georg Joseph Vogler

### Fotnoter
1. ↑  Svenskagravar.se, läs online, läst: 4 juni 2019.[källa från Wikidata]
2. ↑  Uppsala gamla kyrkogård, kvarter: 12, gravplats: 0581 från svenskagravar.se